# Otokar Klazar
Otokar Klazar ( 25. září 1857 Kruh – 22. května 1929 Kruh) byl český autor humoristických povídek, básník a překladatel.

## Biografie
Zdroje uvádějí chybný datum narození 29. října. Narodil se v rodině obchodníka Jana Klazara a Marie Hamáčkové. Měl sestru Albínu (1855).
Navštěvoval základní školu v Trutnově a v Liberci, v roce 1875 dokončil obchodní školu v Praze. Poté byl zaměstnancem u svého otce, textilního podnikatele, v Kruhu u Jilemnice. Roku 1885 nastoupil na jeho místo.
Jeho prózy jsou založeny na humorné scénce. Dvě povídky veršem psal pod vlivem parnasistní poezie. Momentky zahrnují anekdotické příběhy ze života maloměstské společnosti a sociálně laděné či humoristické obrázky z Podkrkonoší. Překládal drobné prózy především z angličtiny. Psal pod pseudonymy Bohuš Tichý, Otakar Horský, Otokar Horský, Ř. Azalko, Vendelín Brk.
Jeho práce se objevují mj. v časopise Paleček
Soucit.
Zákony přírody jsou ustálené, nezměnitelné; ona tvoří i boří zároveň a člověk, tento chvastavý „pán přírody“ jest jen slabý červík proti ní. Jedno však přece mu zbývá, co přírodě schází — soucit. Tam kde Bůh i příroda jsou neúprosní, smí člověk ještě milosrdným být.
Otokar Klazar-Horský, Lublani. Čeští spisovatelé Slovincům: Jaroslav Vrchlický – Praha: J. Vrchlický, 1896

## Dílo

### Próza
1. Americká reklama – Paleček 1876–1877, s. 254–255
2. Komtessa d’Estray čili Malé příčiny, velké následky – Paleček 27. 4. 1878
3. Pařížské obrázky – Paleček 4. 8. 1878
4. Jak snědli na faře krinolínu – Paleček 29. 11. 1879
5. Momentky, drobné povídky a humoresky – Jílemnice: Alois Neubert, 1904

### Verše
1. Epigramy na páně Šrámkovy velké nohy – Paleček 29. 3. 1879
2. Atlas – Paleček 19. 7. 1879
3. Šípky – Praha: vlastním nákladem, 1881
4. Dvě povídky veršem – Praha: v. n., 1885

### Překlad
1. Novela ve francouzském paragrafickém slohu: Bret Harte – Paleček 1876–1877, s. 481
2. Jiní lidé – John Habberton. Praha: Jan Otto, 1920